# Lillevatten
Lillevatten är en sjö i Stenungsunds kommun i Bohuslän och ingår i Göta älv-Bäveåns kustområde. Sjön är 10 meter djup, har en yta på 0,06 kvadratkilometer och är belägen 109 meter över havet.
Bredvid sjön ligger tomten där Georg på Lillevatten bodde och där han har huggit in cirka 40 ristningar i berget främst på temana biodling, statistik och bibelcitat.

## Bilder

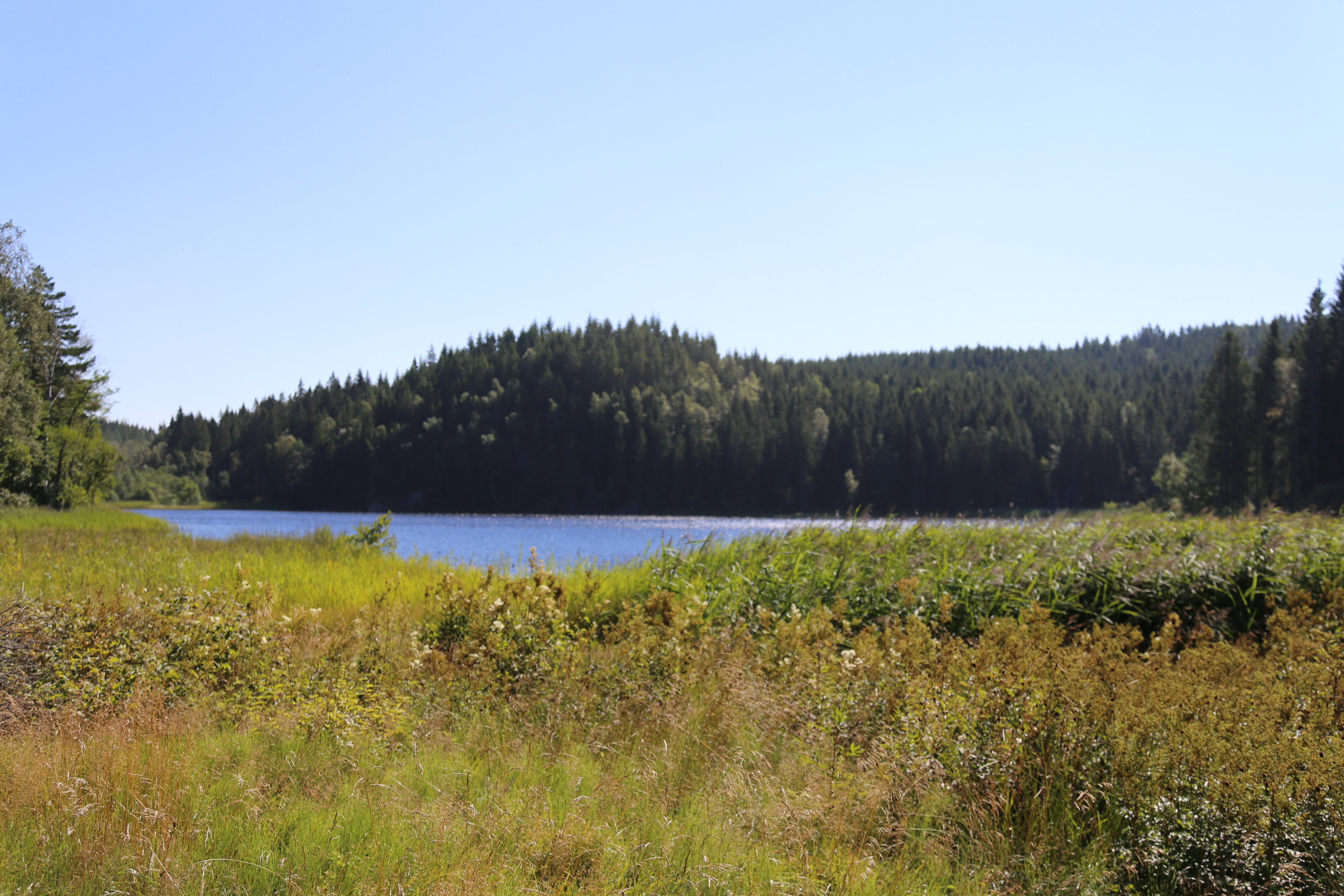
Sjön från östra sidan.
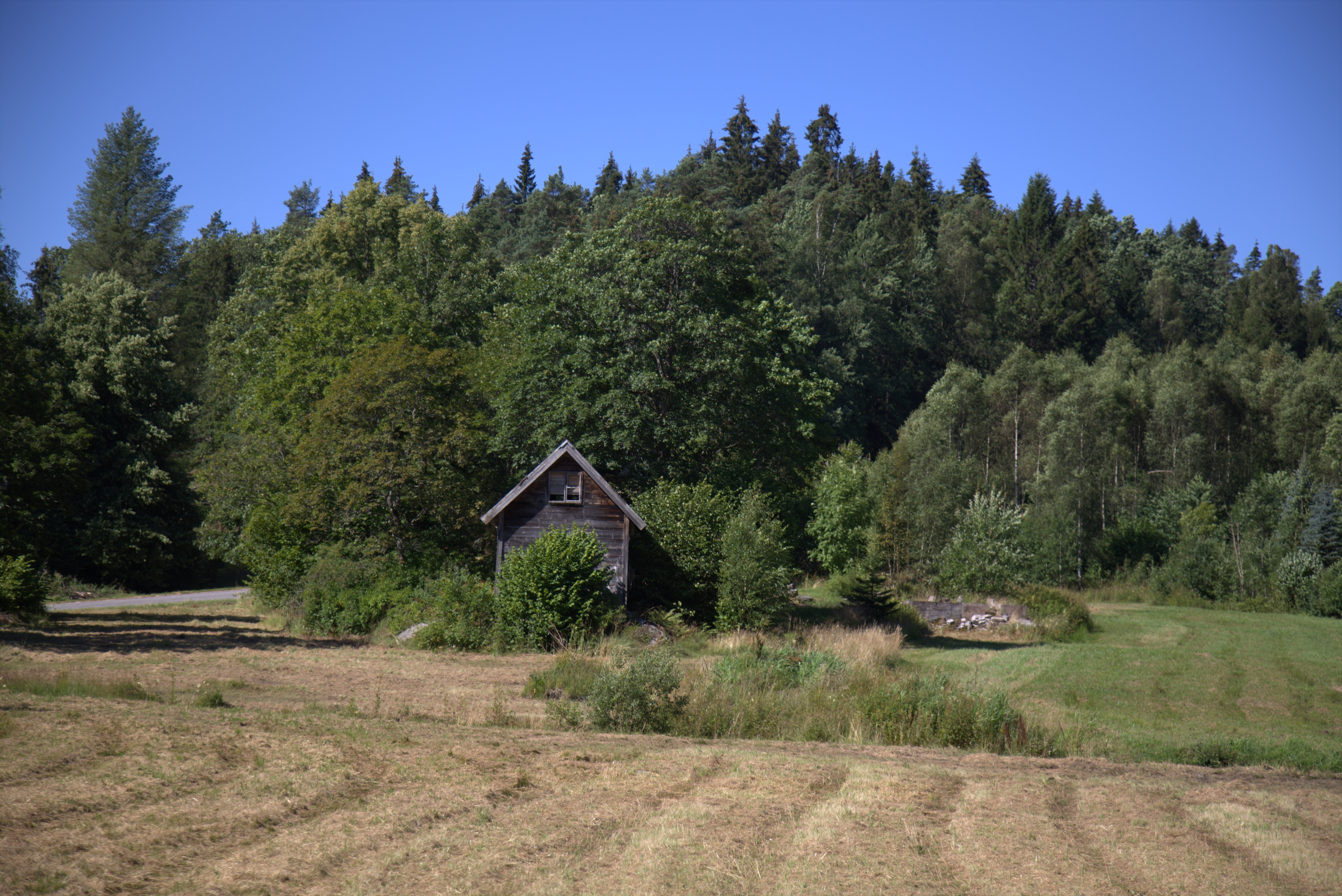
Georg på Lillevattens tomt.
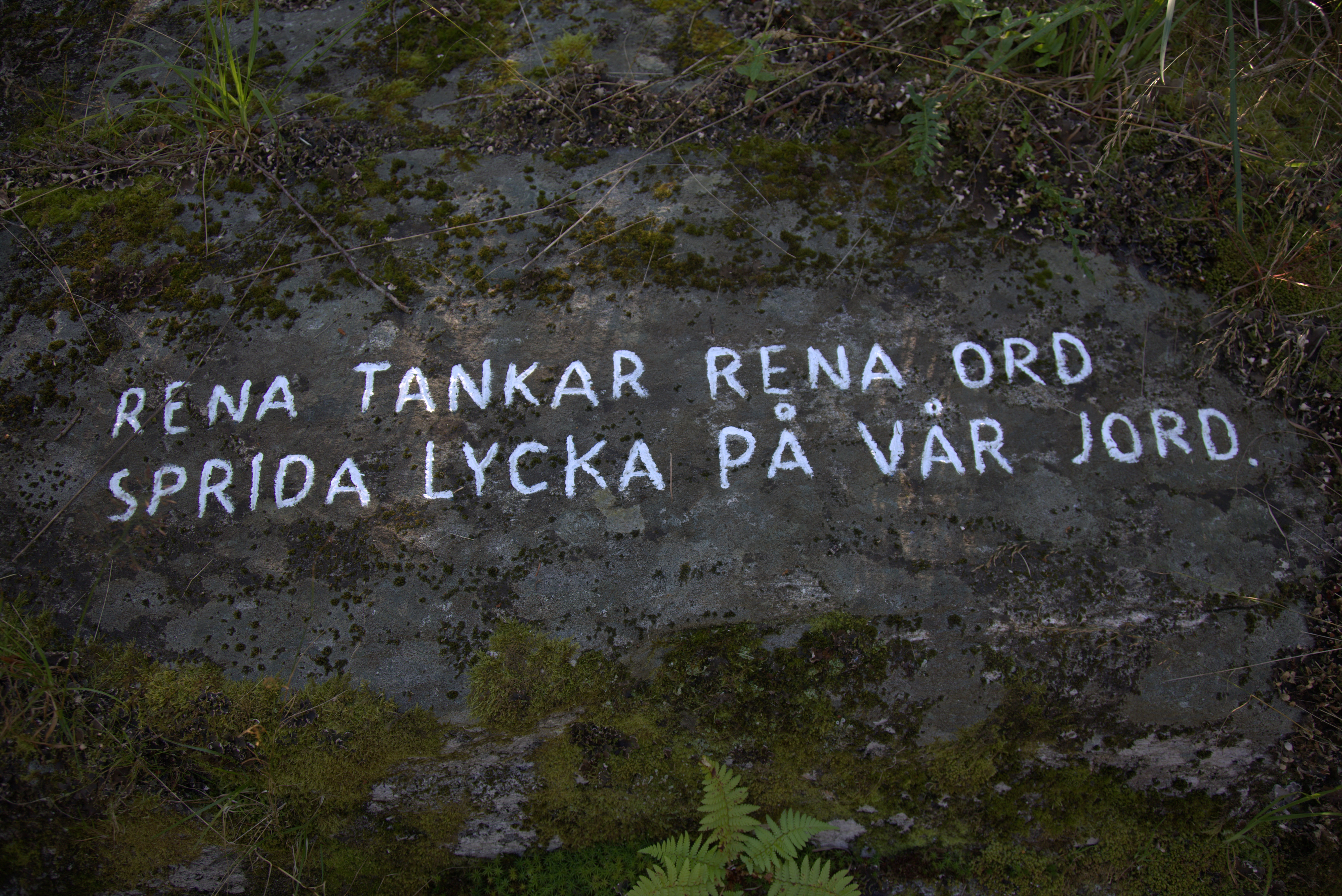
Exempel på Georgs ristningar.